# Vendes, Calvados
Vendes är en kommun i departementet Calvados i regionen Normandie i nordvästra Frankrike. Kommunen ligger  i kantonen Tilly-sur-Seulles som ligger i arrondissementet Caen. År 2022 hade Vendes 335 invånare.

## Befolkningsutveckling
Antalet invånare i kommunen Vendes
Referens:INSEE